# Форт-Белнеп-Едженсі (Монтана)
Форт-Белнеп-Едженсі (англ. Fort Belknap Agency) — переписна місцевість (CDP) в США, в окрузі Блейн штату Монтана. Населення — 1567 осіб (2020).

## Географія
Форт-Белнеп-Едженсі розташований за координатами 48°25′51″ пн. ш. 108°40′25″ зх. д. / 48.43083° пн. ш. 108.67361° зх. д. (48.430743, -108.673683).  За даними Бюро перепису населення США в 2010 році переписна місцевість мала площу 118,51 км², з яких 117,85 км² — суходіл та 0,66 км² — водойми.

## Демографія
Згідно з переписом 2010 року, у переписній місцевості мешкали 1293 особи в 367 домогосподарствах у складі 300 родин. Густота населення становила 11 особа/км².  Було 412 помешкання (3/км²).
Расовий склад населення:
| - 96,6 % — корінних американців - 2,1 % — білих - 0,1 % — чорних або афроамериканців |

До двох чи більше рас належало 1,2 %. Частка іспаномовних становила 2,5 % від усіх жителів.
За віковим діапазоном населення розподілялося таким чином: 39,0 % — особи молодші 18 років, 56,6 % — особи у віці 18—64 років, 4,4 % — особи у віці 65 років та старші. Медіана віку мешканця становила 23,4 року. На 100 осіб жіночої статі у переписній місцевості припадало 100,5 чоловіків;  на 100 жінок у віці від 18 років та старших — 91,0 чоловіків також старших 18 років.
Середній дохід на одне домашнє господарство  становив 36 737 доларів США (медіана — 24 183), а середній дохід на одну сім'ю — 34 386 доларів (медіана — 23 182). Медіана доходів становила 24 600 доларів для чоловіків та 35 938 доларів для жінок. За межею бідності перебувало 45,8 % осіб, у тому числі 55,3 % дітей у віці до 18 років та 15,5 % осіб у віці 65 років та старших.
Цивільне працевлаштоване населення становило 360 осіб. Основні галузі зайнятості: освіта, охорона здоров'я та соціальна допомога — 35,0 %, публічна адміністрація — 23,9 %, будівництво — 13,3 %, роздрібна торгівля — 6,9 %.